# Разделительный Сейм
Раздельный сейм (пол. Sejm Rozbiorowy) — сейм, действовавший с 1773 по 1775 год в Речи Посполитой, созванный по инициативе её трёх соседей (Российской империи, Пруссии и Австрии), чтобы узаконить их Первый раздел Польши. В первые дни своей работы этот Сейм стал местом знаменитого протеста Тадеуша Рейтана против раздела. Сейм также принял другие законы, в частности о создании Постоянного совета и Эдукационной комиссии (Комиссии по национальному образованию). На сейме были подтверждены Кардинальные законы.
Новое законодательство было гарантировано Российской империей, что давало ей дополнительный предлог для вмешательства в политику Конфедерации, если законодательство, которое она поддерживала, было бы изменено. Россия была той основной силой, которая была заинтересована в формировании Постоянного совета, рассматриваемого ею как дополнительное средство контроля над Конфедерацией.
Создание Эдукационной комиссии, первого министерства образования Конфедерации, в целом, рассматривается[кем?] как самое значимое и наиболее конструктивное достижение Разделительного сейма. Его остальные результаты в наши дни вызывают сожаление[у кого?].

## Исторический контекст
В конце 17-го и начале 18-го веков Речь Посполитая потеряла статус крупной европейской державы, став российским протекторатом (или вассалом / сателлитом). Русские цари фактически выбирали польско-литовских монархов, используя процедуру выборов королей в Польше и решали исход большей части внутренней политики Польши. Например, Сейм Репнина был назван в честь российского посла, который неофициально председательствовал на нём.
Раздельный сейм и Первый раздел произошли в результате баланса сил в Европе, когда победа, одержанная  над Османской империей в русско-турецкой войне (1768–1774), привела к усилению России и созданию угрозы интересам дома Габсбургов на Балканах (особенно в Молдавии и Валахии). В тот момент Габсбургская Австрия рассматривала возможность войны с Российской империей.
Пруссия, дружественная как России, так и Австрии, предложила ряд территориальных корректировок, в которых Австрия получит компенсацию частями Прусской Силезии, а Пруссия, в свою очередь, получит польскую Эрмландию (или Вармию) и части Королевской Пруссии, польского феода, уже находящегося под гегемонией балтийских немцев. Прусский король Фридрих II не собирался отказываться от Силезии, недавно завоеванной в Силезских войнах. Однако он также был заинтересован в поиске мирного решения, так как его союз с Россией втягивал его в потенциальную войну с Австрией, а Семилетняя война ослабила казну и армию Пруссии. Он также был заинтересован в защите слабеющей Османской империи, которую можно было выгодно использовать в случае войны Пруссии либо с Россией, либо с Австрией. Брат Фридриха, принц Генрих, провёл зиму 1770–1771 годов в качестве представителя прусского двора в Санкт-Петербурге. Поскольку в 1869 году Австрия, нарушив Любовлянский договор, аннексировала 13 городов в Сепешском регионе Венгрии, российская императрица Екатерина II и её вице-президент Адмиралтейств-коллегии Иван Чернышев предложили Генриху, что Пруссия по их мнению могла бы претендовать на некоторые польские земли, например на Эрмланд. После того, как Генрих сообщил Фридриху о данном предложении, прусский монарх предложил раздел польских окраин Австрией, Пруссией и Россией, при этом наибольшая доля досталась стороне, наиболее ослабленной недавними изменениями баланса сил Австрии. Таким образом, Фридрих пытался побудить Россию направить свою экспансию на слабую и неблагополучную Польшу, а не на Османскую империю. Австрийский государственный деятель Венцель Антон граф Кауниц возражал против того, чтобы Пруссия отбирала земли у Польши в обмен на передачу Силезии Австрии, но его предложения были отклонены Фридрихом.
В течение нескольких десятилетий (со времен Немого сейма) Россия считала слабую Польшу своим протекторатом. Польша также была опустошена гражданской войной, в которой силы Барской конфедерации пытались подорвать контроль России над Польшей. "Колиивщина",  недавнее крестьянское и казачье восстание на Украине, также ослабило позиции Польши. Кроме того, поддерживаемый Россией польский король Станислав Август Понятовский считался одновременно и слабым, и слишком независимым. В конце концов двор Российской императрицы пришёл к выводу, что пользы от протектората над Польшей мало. Три державы официально объясняли свои действия необходимой компенсацией за отношения с беспокойным соседом и восстановлением порядка в Польше с помощью военного вмешательства (удобный предлог давала Барская конфедерация), в действительности все трое были заинтересованы в территориальных приобретениях.
После того, как Россия оккупировала Дунайские княжества, Генрих убедил Фридриха и эрцгерцогиню Марию Терезию Австрийскую, что баланс сил будет поддерживаться за счёт трёхстороннего разделения Речи Посполитой, а не захвата Россией земель Османской империи. Под давлением Пруссии, которая давно хотела аннексировать северную польскую провинцию Королевскую Пруссию, три державы договорились о Первом разделе Польши. Это было предложено под угрозой возможного австрийско-османского союза. Однако Австрия выдвинула лишь символические возражения, так как она, уступив в вопросе о разделе Польше, предпочла компенсацию в виде обширных бывших османских территорий на Балканах, в части Европы, овладении которой Габсбурги мечтали долгое время. Это привело к тому, что русские войска ушли из Молдавии подальше от австрийской границы. Попытка барских конфедератов 3 ноября 1771 года похитить короля Понятовского предоставила возможность трём самодержцам наглядно продемонстрировать всему миру «польскую анархию» и настаивать на необходимости вмешательства соседей в польские дела.

## Подготовка
Подготовка к сейму была непростой. Епископы Красинский и Каетан Солтык громко выступили против этого. Заседания в не менее, чем 32 сеймиках (региональных парламентах), на которых должны были избрать депутатов в будущий Сейм, были сорваны. В конце концов в Варшаву прибыло менее половины обычного числа представителей - всего около 102–111 (по разным данным) депутатов, самое низкое количество в истории Конфедерации, где к ним присоединились около 36 сенаторов и министров. Большинство депутатов от Великого княжества Литовского не присутствовали на этом Сейме.
Россию представлял Отто фон Штакельберг, Пруссию — Гедеон Бенуа и Австрию — Карл Ревицкий.

## Договор о разделе
Сейм начался 19 апреля (хотя некоторые предварительные обсуждения состоялись за несколько дней до этого). Он проходил в Варшаве, и депутаты и сенаторы, служившие иностранным державам, объявили его конфедеративным сеймом (с решениями, принятыми большинством) для предотвращения liberum veto (права любого депутата принудительно закрыть текущую сессию и аннулировать любой, уже прошедший, закон), которое могло быть использовано для его остановки. Маршалами сейма были Адам Понинский, один из дворян на русской службе, представлявший Корону Польши, и Михал Иероним Радзивилл, представлявший Великое княжество Литовское. Не менее половины депутатов были подкуплены иностранными державами, другие были запуганы. Некоторые депутаты (Тадеуш Рейтан, Сэмюэль Корсак, Станислав Богушевич, Францишек Ежмановский, Станислав Кожуховский, Руперт Дунин, Ян Тимовский, Юзеф Заремба, Михал Радошевский, Игнаций Сухецкий, Тадеуш Володкович) пытались протестовать, что привело к задержкам. Из всех протестов особенно стали известны действия Тадеуша Рейтана, который, как рассказывали, перекрыл проход, порвал на себе рубашку и просил других депутатов убить его, а не Польшу. Этот жест стал широко известен и был увековечен на картине Яна Матейко. К 24 апреля сопротивление нескольких активных противников, таких как Рейтан, было сломлено, и конфедерация присоединилась к мнению Короля, и Сейм избрал комитет из тридцати человек, которому для решения были представлены различные вопросы (в первую очередь требования разделителей, но также и некоторые реформы правительства). Комитет должен был совещаться до сентября, а остальные заседания Сейма тем временем были отложены.
Несмотря на некоторые протесты, 18 сентября 1773 года Комитет официально подписал договор о цессии, отказавшись от всех претензий Речи Посполитой на оккупированные территории. Сейм 30 сентября 1773 года принял договор о разделе. По первому разделу Речь Посполитая потеряла около 211 000 км² (30% своей территории Речи Посполитой, составлявшей на тот момент около 733 000 км²), с населением более четырёх-пяти миллионов человек, то есть около трети всего населения до разделов, 14 миллионов человек
. Договор стал большим успехом  Фридриха II Прусского — доля Пруссии оказалась небольшой по площади, но она также оказалась наиболее экономически развитой и была стратегически важной. Россия получила самую большую, но экономически наименее продвинутую территорию на северо-востоке Речи Посполитой.
Среди известных сторонников раздела, помимо Адама Пониского, были Михал Иероним Радзивилл и епископы Анджей Млодзеёвский, Игнаций Якуб Массальский и Примас Польши Антоний Казимеж Островский, которые занимал высокие посты в Сенате Польши.
Протестовавшим сенаторам угрожали русские (в лице посла Отто фон Штакельберга), заявившие, что в случае отказа вся столица Варшава будет разрушена. Другие угрозы включали казни, конфискацию имений и увеличение территории, подлежащей разделу. Некоторые сенаторы были арестованы и сосланы в Сибирь.

## Другие законодательные последствия Сейма
Державы, участвовавшие в Первом разделе Польши (в частности, Россия), потребовали от Сейма проведения дальнейших реформ с целью усиления своей власти над Речью Посполитой. Первоначальной комиссии было разрешено работать до января 1774 года, продлив сейм, который снова был отложен. Комиссия не смогла внести свои изменения за этот период, и поэтому ей было позволено ещё раз продлить сроки своей работы; в конечном итоге таких продлений было семь.
Кардинальные законы, квази-конституция, одобряющие большую часть консервативных законов, ответственных за неэффективное функционирование Конфедерации, были подтверждены и гарантированы странами участницами раздела. Сейм также продолжал принимать законы, снижающие религиозную терпимость в Конфедерации. Пассивные избирательные права православных, греко-католиков и протестантов были сокращены с ограничением, ограничивающим количество депутатов сейма, не являющихся римо-католиками до трёх (один из Великой Польши, один из Малой Польши и один из Великого княжества Литовского). Им также запретили избираться в Сенат или на министерские должности.
Королевская власть была ограничена, поскольку король потерял право присваивать титулы и назначать на должности военных офицеров, министров и сенаторов, а также давать во владения староства, большинство из которых впредь будет присуждаться через аукцион
. Взамен король получил четыре староства в личное владение. Выборы короля в Польше были сохранены, но с оговоркой, что будущие короли должны  происходить из польской шляхты, и сыновья и внуки любого короля не могли унаследовать его престол, есди двое иных королей не занимали престол до них.
Между Речью Посполитой и Пруссией был подписан торговый договор, неблагоприятный для Речи Посполитой. Раздел отрезал Конфедерации доступ к Балтийскому морю, и у государства не было другого выбора, кроме как принять высокие тарифы, введенные Пруссией.
Сейм также создал два важных учреждения: Постоянный совет, постоянно действующий главный правительственный орган, и Эдукационную комиссию (Комиссию национального образования). Совет был задуман странами-разделительницами как институт, который легче контролировать, чем непокорные сеймы, и действительно оставался под влиянием Российской империи. Тем не менее, это было значительное улучшение в управлении Содружеством. Совет с комитетами (министерствами) по иностранным делам, казначейству, обороне, юстиции и внутренним делам (полицией), могли использовать действующие законы в сфере управления и предоставили Содружеству непрерывный орган управления, который работал между сеймами и не подпадал под действие liberum veto. Постоянный совет, возглавляемый королём, состоял из 36 членов, по половине от каждой палаты сейма, и правил большинством голосов (король решал в случае равенства голосов). Ранее влиятельные министры были переданы под контроль нового совета и контролировались пятью параллельными отделами Совета. Совет, в дополнение к своим административным обязанностям, должен был представить королю по три кандидата для каждой кандидатуры в Сенат и на другие важные должности.
Комиссия народного просвещения, ещё один тип вновь созданного министерства (центральное государственное учреждение коллегиальной структуры), была одной из трёх Великих комиссий (две другие были для казначейства и армии). Оно завладело многими владениями недавно расформированного ордена иезуитов, и стало первым министерством образования в Европе. Таким образом, его создание повсеместно рассматривается как самое значимое и наиболее конструктивное достижение Разделительного сейма. Фискальная политика также была реформирована: был введен один налог и снова введены тарифы. Была реформирована армия, и гетманы стали более подотчетны Сейму. Численность армии было приказано увеличить до 30 000 человек (эта цель не была достигнута). Шляхте (польскому дворянскому сословию) было официально разрешено заниматься торговлей и ремеслами (ранее занятие «городскими» профессиями порождало риск потери дворянского статуса). Тяжесть крепостного права обсуждалась, но существенных реформ в этой области проведено не было.
Новое законодательство было гарантировано Российской империей, что давало ей ещё один предлог для вмешательства в политику Конфедерации в случае изменения законодательства.
Коррупция процветала. Депутаты награждали себя различными староствами и другими привилегиями. Были совершены различные мошеннические сделки, в результате которых средства, предназначенные для государственных учреждений, таких как Комиссия народного просвещения, направлялись в карманы депутатов и их союзников.
Комиссия завершила свои обсуждения 27 марта 1775 года. Сейм возобновил свою работу, приняв различные новые акты, и окончательно прекратил свое существование 11 апреля 1775 года.

## Комментарии
1. ↑  Первый раздел Польши (1772) на английской карикатуре того времени, Екатерина II (Россия), Фридрих II (Пруссия) и  Иосиф II (Австрия) делят Польшу при тихом согласии закованного в кандалы султана Мустафы ІІІ. Польский кололь Станислав Август Понятовский взирает на происходящее со связанными за спиной руками. Британский король Георг III, восседающий на Британском троне (справа), упал в обморок; символические весы "баланса сил" показывают малый политический вес Великобритании.
2. ↑  На картине изображены правители трёх стран, участвовавших в разделе, раздирающих карту Польши. Фигуры по краям - это монархи, требующие своей доли,  Екатерина II из России и Фридрих II из Пруссии. Слева от Фридриха — император дома Габсбургов Иосиф II, который, кажется, стыдится своего поступка (хотя на самом деле он был скорее сторонником раздела, и это  его мать, Мария Терезия, критиковала раздел, а не он сам). Слева от него стоит рискующий потерять корону польский король Станислав Август Понятовский, который с трудом удерживает её на голове под напором урагана. Над сценой ангел мира трубит весть о том, что цивилизованные государи XVIII века выполнили свою миссию, избежав войны. Рисунок получил известность в современной Европе из-за запрета на его распространение в нескольких европейских странах[1].
3. ↑  Папское послание 1773 года Dominus ac Redemptor упразднило орден иезуитов. Однако Екатерина II отказалась публиковать папское бреве о роспуске ордена. Орден продолжал существовать лишь в Пруссии, Швейцарии и России.

## Внешние ссылки
- Sejmy rozbiorowe, WIEM Encyklopedia (пол.), PL: Portal Wiedzy.
- Sejmy rozbiorowe, Interia Encyklopedia (пол.), PL.
- Sejmy rozbiorowe, PWN Encyklopedia (пол.), PL, Архивировано из оригинала 7 июня 2011, Дата обращения: 6 мая 2008.
- Sejm Rozbiorowy – 1773–75 (пол.), PL: PGI.
- 235. rocznica sejmu rozbiorowego (пол.), Polskieradio
- 13: Próby reform na sejmie rozbiorowym in Polityka zagraniczna i wewnętrzna króla polskiego Stanisława Augusta Poniatowskiego (пол.), PL: Pracemagisterskie.